# Jaroslav Opolský
Jaroslav Opolský (polsky Jarosław opolski) († 22. března 1201) byl první opolský kníže a dvanáctý vratislavský biskup z rodu slezských Piastovců.

## Život
Jaroslav byl prvorozeným synem slezského knížete Boleslava I. Vysokého a jeho první ženy Zvinislavy Kyjevské († mezi 1156 a 1160), dcery knížete Vsevoloda II. z černigovské větve Rurikovců. Není známo, zda se narodil ještě v Polsku, nebo už v německém vyhnanství, kam se jeho děd Vladislav II. Vyhnanec se svými syny byl nucen uchýlit v roce 1146. Mládí však v každém případě strávil na dvoře římského císaře Fridricha Barbarossy v saském Altenburgu.
Roku 1163 se Boleslav I. Vysoký a jeho bratr Měšek I. Křivonohý mohli díky císařově intervenci vrátit a ujmout se vlády v části državy svého otce, totiž ve Slezsku. Boleslav však tehdy, zřejmě pod vlivem své druhé manželky Adély ze Sulzbachu (jindy se uvádí jméno Kristina), určil nejstaršího syna Jaroslava pro církevní dráhu a svými dědici hodlal učinit syny z druhého manželství. Jaroslav, který se nehodlal vzdát svého dědického nároku, se zapojil do sporu, který s Boleslavem vedl jeho bratr a Jaroslavův strýc Měšek Křivonohý s podporou polského vrchního knížete Boleslava IV. Kadeřavého. Ve vojenské kampani v letech 1172–1173 Měšek I. Křivonohý a Jaroslav Boleslava I. Vysokého porazili a ten se musel uchýlit do vyhnanství k císaři Fridrichovi. Před hrozící císařskou intervencí dal Boleslav Kadeřavý přednost uspořádání smíru mezi slezskými knížaty. Boleslav I. Vysoký se směl vrátit, avšak díly svého údělu musel přenechat Měškovi Křivonohému kastelánii těšínskou a ratibořskou a synovi Jaroslavovi doživotně Opolsko.
Konflikt se brzy rozhořel znovu poté, když Boleslav IV. Kadeřavý zemřel a proti jeho bratru a nástupci (jakožto nejstaršímu žijícímu Piastovci) Měškovi III. Starému se zformovala opozice podporující nároky syna zemřelého knížete, krakovského údělníka Kazimíra II. Spravedlivého. K ní se připojil Boleslav I. Vysoký, zatímco jeho syn Jaroslav a Boleslavovi bratři Měšek I. Křivonohý a Konrád podporovali Měška III. Starého. Boleslav I. Vysoký utrpěl řadu porážek, a i když se jím podporovaný Kazimír Spravedlivý nakonec stal polským seniorem (1180) a konflikt byl ukončen kompromisem, postavení mladších slezských údělníků Jaroslava Opolského, Měška Ratibořského a Konráda Hlohovského bylo posíleno.
Spory mezi slezskými knížaty se pak uklidnily a od roku 1184 podporovala již všechna ambice Měška III. Starého. O Jaroslavovi a jeho vládě v Opolsku chybějí zprávy; v rámci bojů mezi Měškem Starým a Leškem Bílým se však účastnil, společně se strýcem Měškem Křivonohým, vítězně bitvy pod Mozgavou proti sandoměřskému palatinu Goworkovi roku 1195. O usmíření s otcem svědčí skutečnost, že po smrti vratislavského biskupa Žiroslava II. roku 1198 se novým biskupem stal právě Jaroslav, což by bez svolení vratislavského knížete stěží bylo možné. Navíc na mincích (brakteátech), které v té době nechal Boleslav I. Vysoký razit, se nacházejí společně jména obou.
V úřadě vratislavského biskupa působil Jaroslav jen krátce a o jeho působení je málo přímých zpráv. Podporoval johanity a cisterciáky – těm daroval rozsáhlé pozemky v okolí Hlubčic za účelem založení kláštera – žádná konkrétní založení však do jeho pontifikátu nespadají. Přisuzuje se mu však zejména rozšíření a posílení biskupských držav okolo Otmuchova jako základu pozdějšího Niského knížectví, jakož i počátek emfyteutické kolonizace v tomto prostoru. Patrně on vysvětil roku 1198 kostel svatého Jakuba v Nise, pozdějším středisku biskupské državy. Známa je jeho korespondence s papežem Inocencem III. o kázni kněžstva; úsilí o posílení postavení církve proti světským panovníkům, které bylo Inocencovou hlavní snahou, však měli ve Slezsku prosazovat až Jaroslavovi nástupci.
Po smrti biskupa Jaroslava (22. března 1201) připadlo Opolsko zpět jeho otci Boleslavu I. Vysokému. Když však i ten 8. prosince téhož roku zemřel, obsadil Opolsko Měšek I. Křivonohý a připojil je ke svému ratibořskému panství. Majetkový komplex v okolí Nisy a Otmuchova však zůstal nespornou biskupskou državou.